# Ballade pour violon et orchestre (Vierne)
La Ballade pour violon et orchestre, op. 52 de Louis Vierne est une pièce de concert pour violon et orchestre. Composée durant l'été 1926, après l'achèvement du Poème pour piano et orchestre op. 50, la Ballade pour violon et orchestre est dédiée à Jacques Thibaud. La partition est publiée en 1944 par les éditions Lemoine.

## Composition

### Projet en double concerto
La conception d'une œuvre concertante remonte, pour Louis Vierne, à 1910 et répond à une invitation du violoniste Eugène Ysaÿe et du pianiste Raoul Pugno, également à l'origine de la composition de la Sonate pour violon et piano op. 23, en 1905. Cette proposition est clairement exprimée dans une lettre de Pugno à Vierne, datée du 15 avril 1910 : 

« Au moment où je vous écris, Ysaÿe entre dans ma chambre et me dit : Nous manquons d'une œuvre pour piano et violon avec orchestre — que Vierne s'attelle à cela — Cela ferait vite son nom car nous aurions très souvent l'occasion de la donner. Et puis ça manque et ce n'est pas banal. »

Le compositeur aveugle était trop occupé pour se lancer dans une telle entreprise, également éprouvé par l'achèvement de sa Symphonie op. 24 pour grand orchestre symphonique et par son divorce prononcé en 1909. Enfin la mort de Pugno, le 3 janvier 1914, acheva de rendre le projet « moins attractif ».

### Deux réalisations de concert
Le projet initial d'un double concerto pour violon, piano et orchestre aboutit à deux partitions indépendantes : Louis Vierne compose un Poème pour piano et orchestre op. 50 durant l'été 1925, suivi d'un second Poème consacré au violon — qui devient la Ballade pour violon et orchestre op. 52, achevée dès l'année suivante. 
Il s'agit d'une partition de la maturité plus sereine du compositeur, qui a trouvé en Madeleine Richepin une compagne aimante et attentionnée. Celle-ci « sollicite les éditeurs et s'occupe à faire graver les œuvres composées entre 1914 et 1920 ». La carrière musicale de Vierne connaît alors une véritable « apothéose ».

## Publication sans création
Un article de la revue L'Orgue et les organistes du 15 octobre 1926 rend compte de l'activité du compositeur : « Cet été, Louis Vierne s'est bien gardé de rester inactif. Ce travailleur infatigable a écrit une Ballade pour violon et orchestre, destinée à son ami M. Jacques Thibaud ». La partition est publiée en 1944 par les éditions Lemoine. Bernard Gavoty observe alors que la partition « attend de connaître les feux de la rampe ». En 2011, Franck Besingrand regrette également que la Ballade, « somptueuse et très riche, demeure à ce jour curieusement ignorée des violonistes ».

## Analyse

### Poème ou concerto
Harry Halbreich rappelle que « l'école franckiste ne nourrissait aucune sympathie pour le genre du Concerto, considéré comme trop frivole ! […] Certes, dans les années 1920, le tabou avait été levé, mais les compositeurs français, à l'exception notable de Saint-Saëns, de Lalo puis de Ravel, préférèrent toujours des formes plus libres, ainsi qu'en témoignent des chefs-d'œuvre comme les Variations symphoniques de Franck, le Poème de Chausson, la Ballade ou la Fantaisie de Fauré. Précisément, Vierne écrivit un Poème pour piano et orchestre (son op. 50) en 1925, auquel succéda dès l'année suivante une Ballade pour violon et orchestre (son op. 52) ».
Dans sa biographie du compositeur, publiée en 1943, Bernard Gavoty conserve cette attitude très réservée à l'égard du concerto classique et défend la Ballade pour violon et orchestre : « Contrairement à la routine pieusement observée par tant de compositeurs, le soliste ne se contente pas de briller quelques instants pour s'effacer devant la masse orchestrale. Il est remarquable en effet que, toutes les fois que l'orchestre s'empare des thèmes, le violon solo, passant au second plan, brode sur le motif exposé par un autre instrument des guirlandes de contrepoint mélodique ou rythmique. Ainsi Vierne s'éloigne-t-il du genre, brillant mais souvent très vide, du concerto pour rejoindre celui du poème avec instrument principal ».

### Postérité
La Ballade pour violon et orchestre op. 52 n'est pas encore enregistrée. Dans le CD consacré à la Symphonie en la mineur op. 24 et au Poème pour piano et orchestre op. 50, la Ballade pour violon et orchestre, « pour des raisons de minutage, ne pouvait trouver place sur ce disque ».
Bernard Gavoty déplore l'absence de l'œuvre dans les programmes de concerts : « Tout, dans cette Ballade, requiert l'attention des virtuoses qui seraient bienvenus d'abandonner parfois, à son profit, le Poème de Chausson ou la Symphonie espagnole de Lalo, et autres chevaux de bataille que l'on n'a guère ménagés depuis un demi-siècle ».

### Monographies
- Franck Besingrand, Louis Vierne, Paris, Bleu nuit éditeur, coll. « Horizons » (no 28), 2011, 176 p. (ISBN 978-2-35884-018-7),
- Bernard Gavoty, Louis Vierne : La vie et l'œuvre, Paris, Buchet/Chastel, 1980 (1re éd. 1943), 322 p.